# Seilbahn Sulden am Ortler

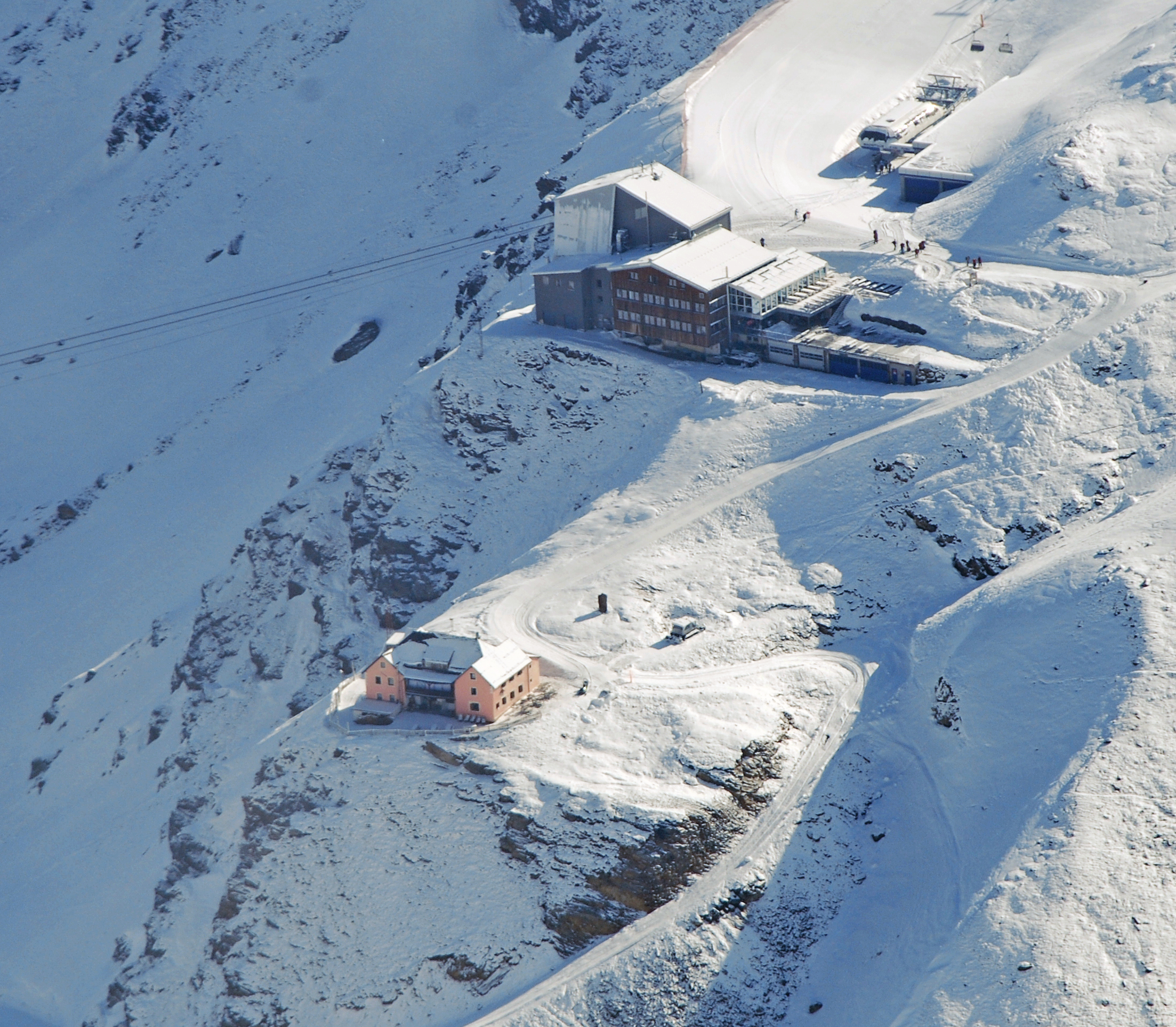
Bergstation, Schaubachhütte, Sessellift Madritsch

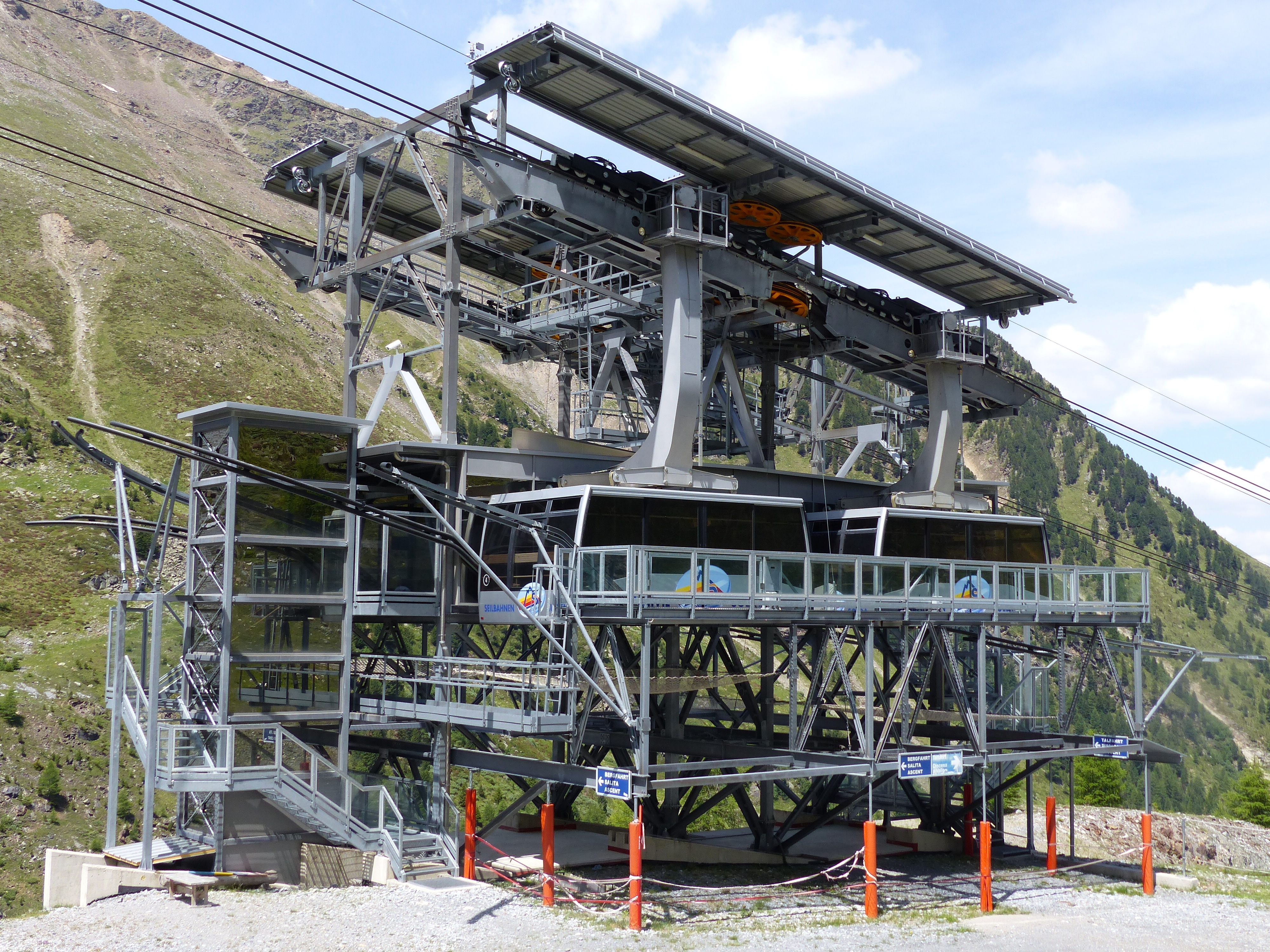
Zwischenstation (2172 m)

Die Seilbahn Sulden am Ortler führt von der Talstation bei Sulden im Vinschgau (Südtirol)  (1910 m s.l.m.) zur Bergstation bei der Schaubachhütte (Rifugio Città di Milano) auf 2610 m Höhe, wo sie das Skigebiet Madritsch erschließt.

## Neubau der Luftseilbahn
Die neue Luftseilbahn startete ihren Betrieb am 21. November 2003. Sie hat praktisch den gleichen Streckenverlauf wie die 1975 von Agudio gebaute, aus zwei Sektionen bestehende Pendelbahn, die abgebrochen wurde.
Bei der heutigen Seilbahn hat Doppelmayr erstmals ein neues Konzept einer Pendelbahn realisiert, die zwei Abschnitte hat, die aber keine selbständigen Sektionen sind, und bei der die Zwischenstation keine vollwertige Mittelstation ist, sondern nur die Umsteigestation für die Gondeln aus dem oberen und dem unteren Abschnitt, die sich hier gleichzeitig begegnen.
Die Leistungsfähigkeit einer Pendelbahn hängt naturgemäß von der Entfernung zwischen Tal- und Bergstation und damit von der Zeit ab, die eine Gondel für diese Strecke benötigt. Man baut daher oft Pendelbahnen mit einer Mittelstation und zwei Sektionen, so dass zwei Gondeln den Personentransport übernehmen, deren Fahrzeit im Idealfall fast auf die Hälfte reduziert ist. Die Mittelstation enthält dabei jeweils eine vollwertige Bergstation für die untere und eine Talstation für die obere Sektion samt allen notwendigen technischen Ausrüstungen. Das Umsteigen von einem Bahnsteig zu dem in einem anderen Gebäudeteil befindlichen anderen Bahnsteig ist zeitraubend.
Bei der Seilbahn Sulden begegnen sich die Gondeln aus dem unteren und dem oberen Abschnitt in der Zwischenstation Kopf an Kopf auf demselben Bahnsteig, die Passagiere brauchen nur von der einen Gondel zur nächsten zu gehen. Ein Bahnsteig im Inneren der Station sowie ein außerhalb der Gondeln angebrachter Bahnsteig ermöglichen es, die großen Türen auf beiden Seiten der Gondel gleichzeitig zu nutzen, sei es, um den Strom der Passagiere in einer Richtung schneller abzuwickeln, sei es, um die Ströme der bergauffahrenden von denen der bergabfahrenden Passagiere zu trennen.
Die vier Gondeln bieten je 110 Personen Platz. Unter dem Aspekt, dass die Seilbahn somit insgesamt 440 Personen gleichzeitig befördern kann, ist sie die größte Seilbahn der Welt.

## Technische Beschreibung
Die Strecke hat insgesamt eine horizontale Länge von 2781 m und eine schräge Länge von 2871 m. Die Zwischenstation liegt in der Mitte, der Höhenunterschied beträgt insgesamt rund 700 m, wovon rund 300 m auf den unteren Abschnitt und rund 400 m auf den oberen Abschnitt entfallen. Im unteren Abschnitt stehen zwei Stützen, im oberen eine.
Die Seilbahn Sulden hat pro Spur zwei Tragseile mit einem Durchmesser von 56 mm, die in der Bergstation verankert sind und ohne Unterbrechung über die Zwischenstation bis zur Talstation reichen, wo sie von 174 t schweren Gewichten gespannt werden. Die beiden Antriebe befinden sich in der Bergstation. Sie treiben primär die 32 mm starken Zugseile der beiden im oberen Abschnitt verkehrenden Gondeln sowie deren 26 mm starke Gegenseile, die über große Umlenkscheiben in der Zwischenstation laufen. Diese Umlenkscheiben sind jeweils durch eine fest mit ihnen verbundene weitere Umlenkscheibe verbunden, mit der die Zugseile für die Gondeln im unteren Abschnitt angetrieben werden. Die Spanngewichte in der Talstation spannen die Zugseile des unteren und über die Umlenkscheiben in der Zwischenstation auch die des oberen Abschnitts. Die Seile wurden von Teufelberger geliefert. Um unterschiedliche Spannungen in den beiden Abschnitten ausgleichen zu können, ist die gesamte Zwischenstation beweglich gelagert, so dass sie sich um einen Meter in beide Richtungen bewegen kann.
Die Kabinen wurden von CWA gebaut. Die beiden im oberen Abschnitt verkehrenden Kabinen haben einen etwas längeren Hänger, damit sie in der Zwischenstation genau auf dem gleichen Niveau halten wie die beiden Kabinen aus dem unteren Abschnitt. Die Fahrtgeschwindigkeit mit zwei Motoren beträgt maximal 9 m/s (32,4 km/h). Die Kabinen haben bei 80 Sekunden Haltedauer pro Station eine stündliche Förderleistung von ca. 1300 Personen.